# Semaeopus boweri
Semaeopus boweri är en fjärilsart som beskrevs av Sperry 1940. Semaeopus boweri ingår i släktet Semaeopus och familjen mätare. Inga underarter finns listade i Catalogue of Life.